# Verwaltungsgemeinschaft Eichsfelder Pforte
Die Verwaltungsgemeinschaft Eichsfelder Pforte lag im thüringischen Landkreis Nordhausen.

## Gemeinden
- Rehungen
- Sollstedt
- Wülfingerode

## Geschichte
Die Verwaltungsgemeinschaft wurde am 9. April 1993 gegründet. Bereits am 1. Mai 1996 wurde Wülfingerode nach Sollstedt eingemeindet, sodass die Verwaltungsgemeinschaft nun nur noch aus zwei Gemeinden bestand. Die endgültige Auflösung erfolgte dann am 3. Juni 1996, als Sollstedt erfüllende Gemeinde für Rehungen wurde. 